# Aphelia
Aphelia ist ein Album von Lina Allemano und Axel Dörner. Die im September und November 2019 im StudioBoerne45 in Berlin entstandenen Aufnahmen erschienen am 18. August 2023 auf Relative Pitch Records.

## Hintergrund
Die in Berlin lebenden Trompeter Axel Dörner und Lina Allemano teilten bislang ihre musikalische Karriere zwischen Modern Jazz und eher experimentelleren Projekten auf, schrieb Eyal Hareuveni. Die kanadische Trompeterin Lisa Allemano leitet ihre in Toronto ansässige Jazzband Allemano Four und das in Berlin ansässige Power-Trio Ohrenschmaus (Album Rats and Mice, mit dem norwegischen Bassisten Dan Peter Sundland und dem deutschen Schlagzeuger Michael Griener), experimentiert jedoch in ihrem Solo-Projekt mit elektronischen Live-Verarbeitungen und Effekten. Dörner wiederum ist Mitbegründer des Jazzquartetts Die Enttäuschung, spielt aber auch in und mit vielen  Ensembles der Improvisations- und Neuen Musik und ist bekannt für seine erweiterten Atemtechniken für die Trompete. Allemano zog nach Berlin, um Dörners Zirkularatmung und erweiterte Atemtechniken zu studieren, die ihrer Arbeit eine neue Ästhetik verleihen und schließlich ihre Art, Trompete zu spielen, veränderten.
Aphelia wurde in zwei Sessions aufgenommen und besteht aus acht Stücken, deren Titel sich auf die kleinen, weniger bekannten Objekte beziehen, die in unserem Sonnensystem um die Sonne kreisen. „Aphelia“ ist das am weitesten entfernte Objekt in der Umlaufbahn um die Sonne und Titel des ersten Duo-Albums von Dörner und Allemano.

## Titelliste
- Lina Allemano / Axel Dörner: Aphelia (Relative Pitch Records RPR1153)[2]

1. Sedna 5:46
2. Eris 3:05
3. Gonggong 4:11
4. Makemake 3:43
5. Quaoar 11:32
6. Haumea 5:29
7. Orcus 8:52
8. Ceres 3:52

Die Kompositionen stammen von Lina Allemano und Axel Dörner.

## Rezeption

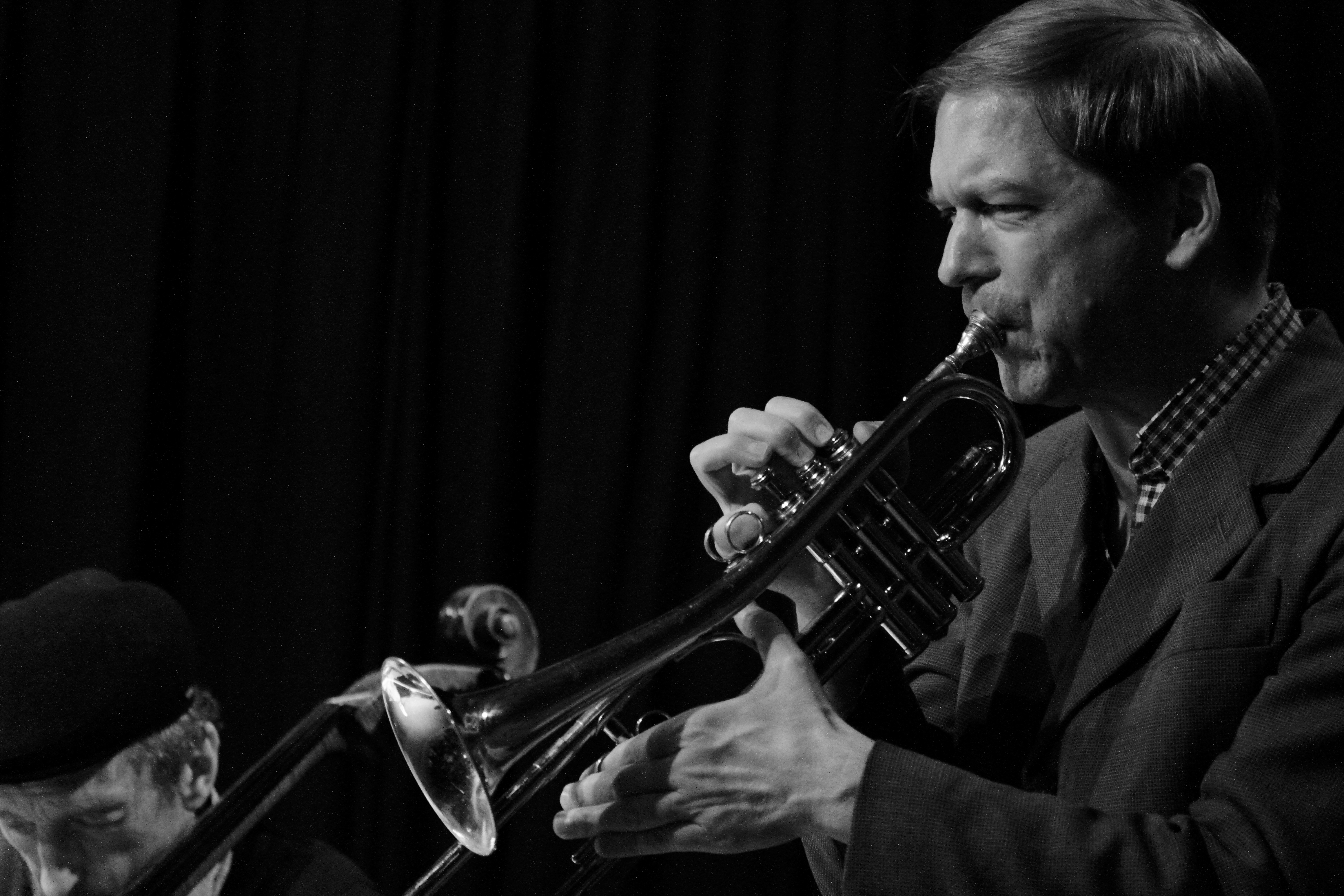
Axel Dörner mit HDRS im club W71 Weikersheim. Am Cello Tristan Honsinger

Dörner und Allemano würden zwar einander umkreisen und natürlich ihre persönlichen und einfallsreichen erweiterten Atemtechniken nutzen, doch Aphelia orientiere sich nicht an experimentellen Klängen oder Techniken, schrieb Eyal Hareuveni in Salt Peanuts. Diese begabten Improvisatoren verwebten nuancierte, aber exzentrische Klangpaletten zu Texturen, die mit kurzen und verspielten Melodien, atmosphärischen und nachhallenden Drones und verführerischen Atemgeräuschen gewürzt seien. Alle Stücke würden ihre stets reiche klangliche Vorstellungskraft betonen und  sich niemals vertrauten Strukturen oder Erzählungen hingeben. Sie erkundeten auch einen suggestiven Atemsturm auf „Makemake“ und „Orcus“ oder weben eine kurze und vielschichtige Suite mit Trompetenensemble auf „Quaoar“.
Auf Aphelia würden die Veteranen Allemano und Dörner den zufälligen Lärm und das organisierte Chaos meiden, was hätte sein können (nicht, dass an diesem Ansatz etwas falsch gewesen wäre) und stattdessen ihre beeindruckenden Fähigkeiten sowohl in der Improvisation als auch in der Komposition anwenden, um ein überzeugendes Duettalbum zu produzieren, meint Mike Borella (Avant Music News).  Auch wenn es gelegentlich guttural klänge, sei Aphelia durchaus ein angenehmer Hörgenuss. Eines der Merkmale, die Allemano und Dörner erkunden, sei die beschwingte Passage, in der sich ihre Linien langsam auseinanderziehen und dann in einer „Gummiband“-Manier wieder zusammenfügen. Bei einem anderen handelt es sich um gehauchte Frikative, die zu einer luftigen Dichte strukturierten weißen Rauschens führen. Sie würden auch Overdubs und Layer verwenden, um ein Mini-Trompetenorchester zu schaffen. Allemand und Dörner scheinen einander „Geheimnisse in einer jenseitigen Sprache zuzuflüstern, die der Rest von uns nicht vollständig verstehen kann“.